# Magyar vasútfejlesztések a 2020-as években
Ez a cikk a 2020-as évek magyarországi vasútfejlesztéseiről szól, ideértve a pályakorszerűsítést, villamosítást, biztosítóberendezési munkákat, járműbeszerzéseket.
A 2020 előtti időszak fejlesztéseit lásd itt: Magyar vasútfejlesztések a 2010-es években

## Pályakorszerűsítések

### Lezárult korszerűsítési munkák
| Vonalszám | Kezdőpont                | Végpont                          | Hossz [km]   | Elvégzett munkák | Kezdete | Vége | Vasúttársaság |
| --------- | ------------------------ | -------------------------------- | ------------ | --- | ------- | ---- | ------------- |
| 9         | Fertőszentmiklós (kiz.)  | Pomogy (kiz.)                    | 13           | Vasútvonal felújítása, 100 km/h sebesség biztosítása | 2020    | 2020 | GYSEV         |
| 18        | Szombathely (kiz.)       | Kőszeg (bez.)                    | 18           | Vasútvonal felújítása | 2021    | 2022 | GYSEV         |
| 39b       | Imremajor                | Csisztafürdő                     | 7,8          | 2002-ben bezárt kisvasúti vonal teljes újjáépítése | 2019    | 2021 | MÁV           |
| 100       | Püspökladány (kiz.)      | Ebes (bez.)                      | 32           | Komplex vonalrekonstrukció | 2018    | 2021 | MÁV           |
| 100       | Ebes (kiz.)              | Debrecen (kiz.)                  | 12           | Vasútvonal felújítása, 160 km/h sebesség biztosítása | 2018    | 2020 | MÁV           |
| 135       | Szeged-Rókus (kiz.)      | Hódmezővásárhelyi Népkert (bez.) | 22           | Komplex vonalrekonstrukció, a Szeged–Hódmezővásárhely tram-train kiépítéséhez kapcsolódóan Szakaszos kétvágányúsítás, sebességemelés 100 km/h-ra                                            | 2018    | 2021 | MÁV           |
| 1         | Kelenföld                | Ferencváros                      | 0,5          | Összekötő vasúti híd 3 vágányra bővítése, meglévő hídszerkezet cseréje | 2020    | 2022 | MÁV           |
| 1         | Biatorbágy               | Szárliget                        | 28           | Felépítménycsere, szakaszos alépítményjavítás | 2023    | 2023 | MÁV           |
| 40a, 40b  | Kelenföld (kiz.)         | Pusztaszabolcs (bez.)            | 49 +12 (40b) | Komplex vonalrekonstrukció, új 40b jelű vasútvonal létesítése Százhalombatta-Iváncsa között                                                                                                 | 2017    | 2022 | MÁV           |
| 136       | Szeged-Rendező (kiz.)    | Röszke országhatár               | 13           | Átépítés 120 km/h sebességre. (Villamosítás folyamatban.) | 2021    | 2022 | MÁV           |
| 80a       | Rákos (kiz.)             | Hatvan (kiz.)                    | 59           | Komplex vonalrekonstrukció | 2018    | 2022 | MÁV           |
| 80a       | Keleti pályaudvar        | Kőbánya felső                    | 5            | 3. vágány megépítése | 2021    | 2022 | MÁV           |
| 32        | Érd                      | Érd alsó                         | 1,3          | Új összekötő vágány építése a 40a és 30a vonalak között | 2019    | 2022 | MÁV           |
| 13        | Veszprémvarsány          | Franciavágás                     | 21           | Pálya járhatóvá tétele, 20 km/h sebesség biztosítása teherforgalom számára | 2021    | 2022 | MÁV           |
| 101       | Püspökladány (kiz.)      | Berettyóújfalu (bez.)            | 33           | Átépítés 100 km/h sebességre, állomási peronok átépítése, biztosítóberendezés csere, központi forgalomirányítás kiépítése a Püspökladány–Biharkeresztes oh. villamosítási projekt részeként | 2020    | 2023 | MÁV           |
| 106       | Sáránd                   | Derecske-Vásártér                | 6            | Felépítménycsere, nyíltvonal átépítése hézagnélkülivé | 2023    | 2023 | MÁV           |
| 108       | Debrecen (kiz.)          | Macs (bez.)                      | ~16          | Debrecen–Macs pályarekonstrukció, nyomvonalkorrekció, Debrecen-Tócóvölgy között kétvágányúsítás                                                                                             | 2020    | 2023 | MÁV           |
| 60        | Szentlőrinc              | Szigetvár                        | 10,3         | Egyszerűsített korszerűsítés, hézagmentesítés, sebesség visszaállítása 80 km/h-ra. | 2024    | 2024 | MÁV           |
| 80        | Mezőkeresztes-Mezőnyárád | Miskolc-Rendező                  | 33           | Egyszerűsített korszerűsítés, bal vágány felújítása | 2024    | 2024 | MÁV           |

Összesen kb. 391,9 vonal km.

### Futó korszerűsítési munkák
| Vonalszám | Kezdőpont          | Végpont              | Hossz [km] | Elvégzendő munkák                                                                               | Kezdete | Vége | Vasúttársaság |
| --------- | ------------------ | -------------------- | ---------- | ----------------------------------------------------------------------------------------------- | ------- | ---- | ------------- |
| 120       | Békéscsaba (kiz.)  | Lőkösháza oh.        | 29         | Átépítés 160 km/h sebességre, kétvágányúsítás                                                   | 2022    | 2025 | MÁV           |
| 150       | Ferencváros (kiz.) | Soroksár (bez.)      | 9          | Pályarekonstrukció, kétvágányúsítás, 80 km/sebességre                                           | 2023    | 2025 | MÁV           |
| 150       | Soroksár (kiz.)    | Kelebia oh           | 147        | Átépítés 160 km/h sebességre, kétvágányúsítás                                                   | 2022    | 2025 | MÁV           |
| 1         | Ferencváros        | Kelenföld            | 5          | 3. (részben 4.) vágány megépítése, új megállóhelyek kialakítása                                 | 2022    | 2026 | MÁV           |
| 108       | Macs               | Balmazújváros        | 11         | Macs-Balmazújváros pályarekonstrukció, a Debrecen-Balmazújváros villamosítási projekt részeként | 2024    | 2026 | MÁV           |
| 136K      | Röszke elág.       | Kiskundorozsma elág. | 2          | Deltavágány megépítése a 136-140 vonalak között                                                 | 2024    | 2025 | MÁV           |

Összesen kb. 203 vonal km.

### Előkészítés alatt álló munkák
| Vonalszám | Kezdőpont              | Végpont             | Hossz [km] | Elvégzendő munkák                                                                                               | Állapot                              | Vasúttársaság |
| --------- | ---------------------- | ------------------- | ---------- | --- | ------------------------------------ | ------------- |
| 1         | Hegyeshalom            | Rajka               | 13         | Pályarekonstrukció 22,5 t tengelyterhelésre, Rajka állomás átépítése                                            | Forrásbiztosításra vár (CEF).        | GYSEV         |
| 1         | Almásfüzitő            | Komárom             | 11         | Szűk keresztmetszet kiváltás (sebességemelés, árvízvédelem, külön szintű útátjárók)                             |                                      | MÁV           |
| 16        | Szil-Sopronnémeti      | Répcelak            | 18         | Felépítménycsere, tengelyterhelés emelés                                                                        | 2024-ben tervezett.                  | GYSEV         |
| 25        | Zalaszentiván          | Zalaegerszeg        | 9          | Második vágány kiépítése                                                                                        |                                      | MÁV           |
| 20        | Székesfehérvár (kiz.)  | Boba (kiz.)         | ?          | Szakaszos pályakorszerűsítés, 22,5 t tengelyterhelés emelés, központi forgalomirányítás kiépítése, bizber csere | EIB hitel lehívása esetén.           | MÁV           |
| 30        | Székesfehérvár (kiz.)  | Lepsény (kiz.)      | 28         | Egyszerűsített korszerűsítés, 22,5 t tengelyterhelés emelés                                                     | EIB hitel lehívása esetén.           | MÁV           |
| 80        | Hatvan A elágazás      | Füzesabony          | 63         | Egyszerűsített korszerűsítés, 22,5 t tengelyterhelés emelés                                                     |                                      | MÁV           |
| 82        | Hatvan                 | Jászberény          | 25         | Komplex rekonstrukció, 120 km/h sebességemelés                                                                  | Kiviteli terv 2024-re várható.       | MÁV           |
| 82K       | Hatvan A elágazás      | Hatvan D elágazás   | 4          | Hatvani delta átépítése a 80a-82 vonalak között                                                                 | Kiviteli terv 2024-re várható.       | MÁV           |
| 85        | Vámosgyörk             | Gyöngyös            | 13         | Komplex rekonstrukció, 120 km/h sebességemelés                                                                  | Kiviteli terv 2024-re várható.       | MÁV           |
| 87a       | Füzesabony             | Eger                | 16         | Komplex rekonstrukció, 120 km/h sebességemelés                                                                  | Kiviteli terv 2024-re várható.       | MÁV           |
| 100       | Szolnok A elágazás     | Szolnok E elágazás  | 7          | Szolnok állomás átmenő és megelőző vágányainak átépítése változatlan vágányképpel, tengelyterhelés emelés       |                                      | MÁV           |
| 100       | Debrecen               | Nyíregyháza         | 48         | Komplex rekonstrukció, 160 km/h sebességemelés, 22,5 t tengelyterhelés emelés                                   | Kivitelezési tender 2025-re várható. | MÁV           |
| 120       | Nagykáta               | Újszász             | 29         | Egyszerűsített korszerűsítés, 22,5 t tengelyterhelés emelés                                                     |                                      | MÁV           |
| 140       | Kiskunfélegyháza       | Szeged              | 60         | Átépítés 160 km/h sebességre, rövidebb kétvágányú szakasz kialakítása                                           | Forrásbiztosításra vár.              | MÁV           |
| 142       | Kőbánya-Kispest        | Kecskemét           | 87,4       | Átépítés, sebességnövelés, villamosítás, szakaszosan második vágány tervezése                                   | Kivitelezési tenderkiírásra vár.     | MÁV           |
| 17, 25    | Zalaszentiván elágazás | Zalaszentlőrinc mh. | 1,5        | Új deltavágány építése a 17-es és 25-ös vonalak között, új "Szentivánvölgy" megállóhely létesítése              | Pályázati felhívás megjelent.        | GYSEV         |

Összesen 345,5 vonal km.

### Középtávon tervezett pályakorszerűsítések
Az alábbi építési munkák nincsenek beütemezve, megvalósulásuk nem tekinthető biztosítottnak, azonban középtávú fejlesztési javaslatokban (2030-ig) szerepelnek.
| Vonalszám | Kezdőpont          | Végpont              | Hossz [km] | Elvégzendő munkák | Állapot                              | Vasúttársaság |
| --------- | ------------------ | -------------------- | ---------- | --- | ------------------------------------ | ------------- |
| 1         | Kelenföld          | Törökbálint          | 10         | Komplex vonalrekonstrukció, 3. vágány kiépítése |                                      | MÁV           |
| 8         | Győr               | Csorna               | 31         | Komplex vonalrekonstrukció 160 km/h engedélyezett sebességre, 2. vágány kiépítése                                                                                           |                                      | GYSEV         |
| 135       | Szeged             | Békéscsaba           | 97 (66)    | A Tram-Train projekt által nem érintett pályarészek átépítése, Orosháza-Békéscsaba között vonalrekonstrukció 120 km/h engedélyezett sebességre, további szakaszokon 80 km/h | Építési engedéllyel rendelkezik.     | MÁV           |
| 154       | Baja               | Csikéria országhatár | 43         | Szabadka–Baja-vasútvonal újjáépítése Bácsalmás–Csikéria–Szabadka között Baja–Bácsalmás vonalszakasz átépítése 120 km/h sebességre                                           | Építési engedélyezési eljárás alatt. | MÁV/ŽS        |
| 71        | Rákospalota-Újpest | Vác                  | 41         | Átépítés, sebességnövelés, részlegesen második vágány tervezése | Építési engedélyezési eljárás alatt. | MÁV           |

Összesen kb. 278,4 vonal km.

## Villamosítás

### Lezárult villamosítási munkák
| Vonalszám | Kezdőpont     | Végpont                    | Hossz [km] | Vonal                                    | Vasúttársaság | Befejezés |
| --------- | ------------- | -------------------------- | ---------- | ---------------------------------------- | ------------- | --------- |
| 29        | Szabadbattyán | Balatonfüred               | 55         | Börgönd–Szabadbattyán–Tapolca-vasútvonal | MÁV           | 2021      |
| 101       | Püspökladány  | Biharkeresztes-országhatár | 55         | Püspökladány–Biharkeresztes-vasútvonal   | MÁV           | 2023      |

Összesen 110 vonal km.

### Futó villamosítási munkák
| Vonalszám | Kezdőpont      | Végpont            | Hossz [km] | Vonal                          | Vasúttársaság | Befejezés |
| --------- | -------------- | ------------------ | ---------- | ------------------------------ | ------------- | --------- |
| 136       | Szeged-Rendező | Röszke-országhatár | 13         | Szeged–Szabadka-vasútvonal     | MÁV           | 2025      |
| 108       | Debrecen       | Balmazújváros      | 27         | Debrecen–Füzesabony-vasútvonal | MÁV           | 2026      |

Összesen 40 vonal km.

### Előkészítés alatt álló villamosítási munkák
| Vonalszám | Kezdőpont       | Végpont   | Hossz [km] | Vonal                         | Vasúttársaság | Megjegyzés                      |
| --------- | --------------- | --------- | ---------- | ----------------------------- | ------------- | ------------------------------- |
| 18        | Szombathely     | Kőszeg    | 18         | Szombathely–Kőszeg-vasútvonal | GYSEV         | Tervezés folyamatban            |
| 142       | Kőbánya-Kispest | Kecskemét | 87         | Budapest–Kecskemét-vasútvonal | MÁV           | Kivitelezési tenderkiírásra vár |

Összesen 18 vonal km.

### Középtávon villamosításra kijelölt vonalak
Az alábbi villamosítási munkák nincsenek beütemezve, megvalósulásuk nem tekinthető biztosítottnak, azonban középtávú fejlesztési javaslatokban (2030-ig) szerepelnek.
| Vonalszám | Kezdőpont           | Végpont        | Hossz [km] | Vonal                                    | Vasúttársaság | Megjegyzés                                                  |
| --------- | ------------------- | -------------- | ---------- | ---------------------------------------- | ------------- | ----------------------------------------------------------- |
| 5         | Székesfehérvár      | Komárom        | 82         | Székesfehérvár–Komárom-vasútvonal        | MÁV           | A V0 projekt megvalósulása esetén                           |
| 17        | Zalaszentiván       | Nagykanizsa    | 53         | Szombathely–Nagykanizsa-vasútvonal       | MÁV           |                                                             |
| 44        | Székesfehérvár      | Pusztaszabolcs | 30         | Székesfehérvár–Pusztaszabolcs-vasútvonal | MÁV           | A V0 projekt megvalósulása esetén                           |
| 110       | Apafa               | Mátészalka     | 70         | Apafa–Mátészalka-vasútvonal              | MÁV           |                                                             |
| 524       | Ágfalva-országhatár | Sopron         | 8          | Bécsújhely–Sopron-vasútvonal             | GYSEV         | Az osztrák szakasz villamosítási projektjéhez kapcsolódóan. |

Összesen 260 vonal km.

## Járműbeszerzések

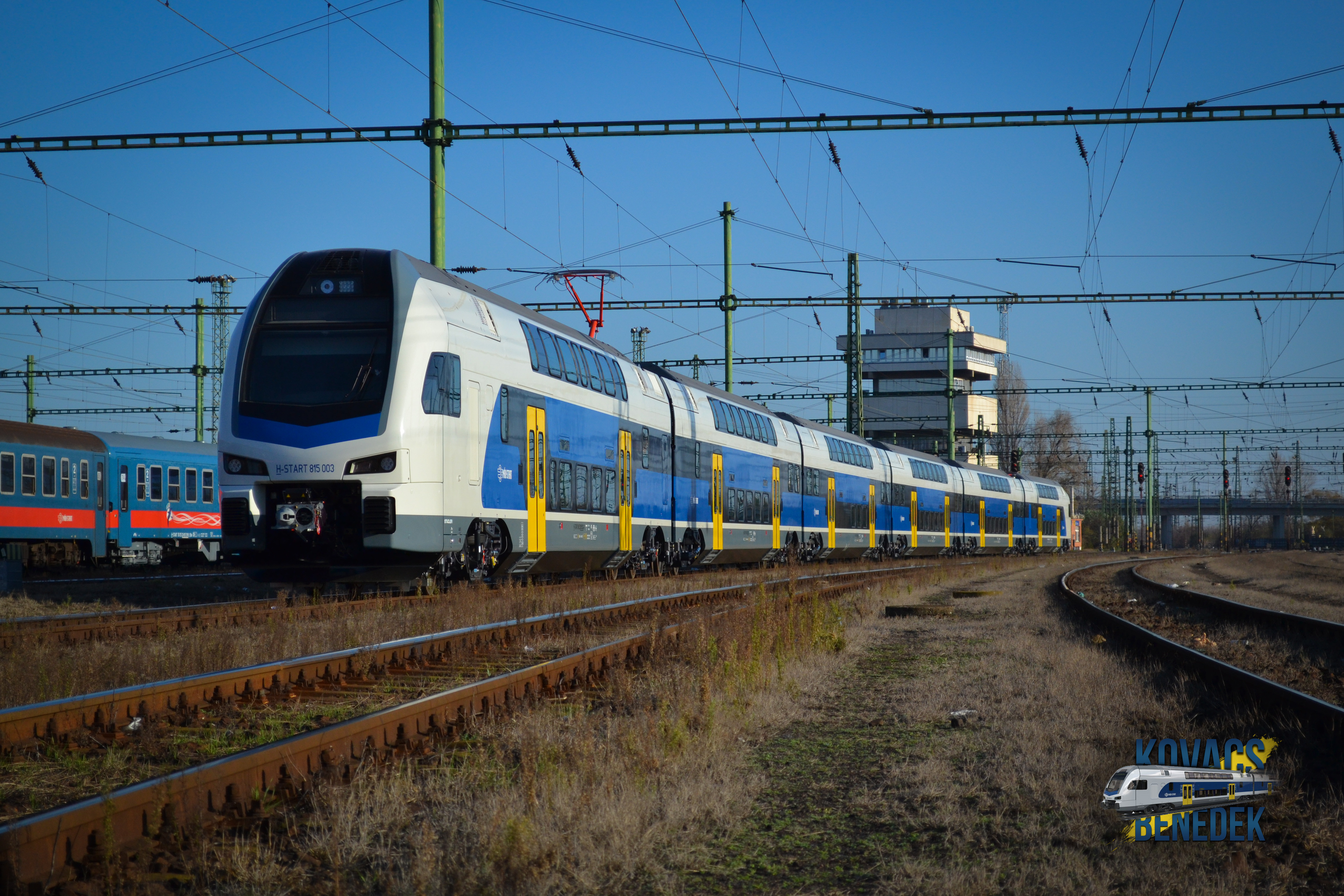
Stadler KISS motorvonat

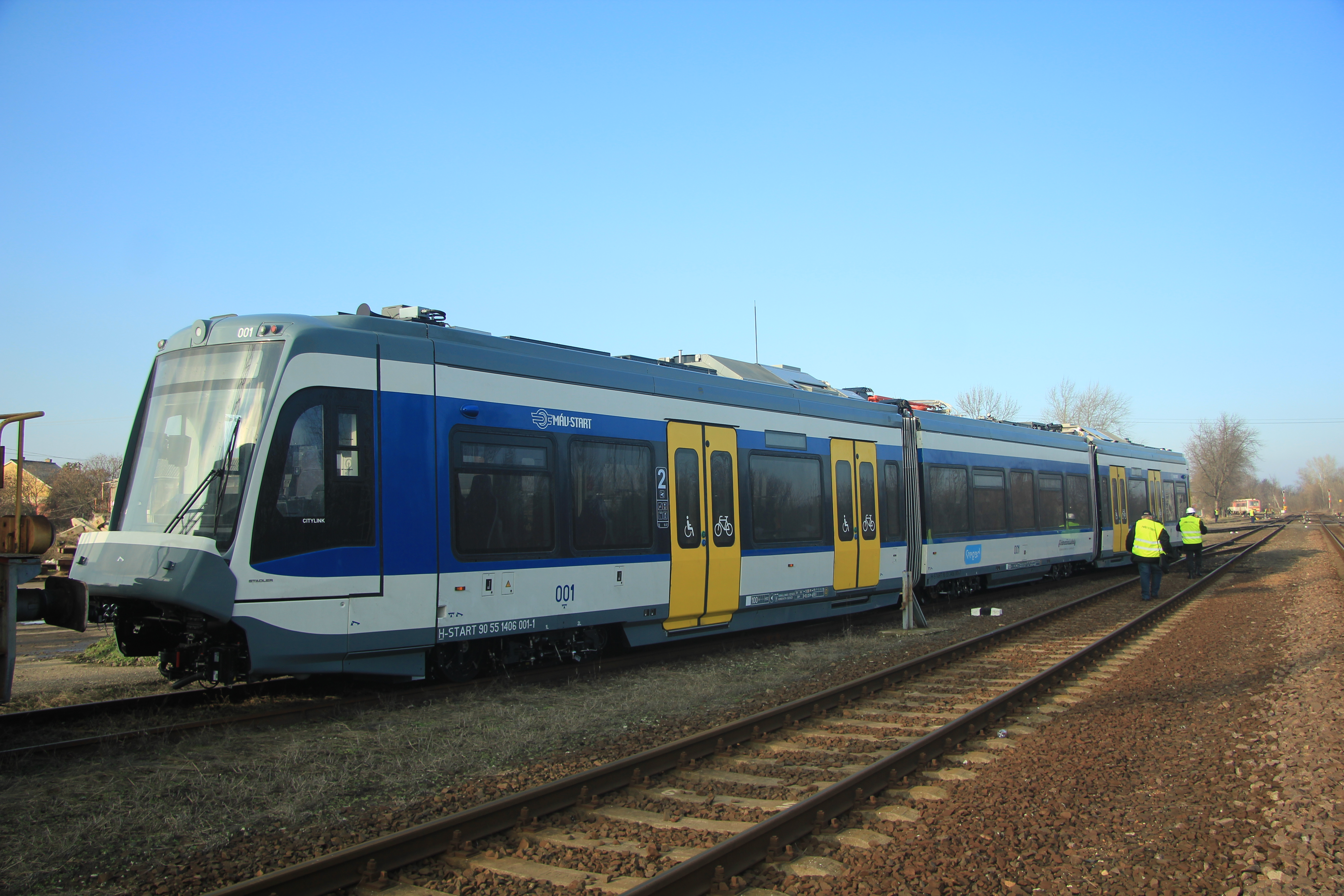
A MÁV-Start 406 001 pályaszámú Stadler CityLink vasútvillamosa Szentesen

### Stadler KISS
A MÁV-Start 2017-19 között, több részletben összesen 40 db nagykapacitású 600 ülőhelyes, emeletes Stadler KISS motorvonat szállításáról írt alá szerződést. A gyártó 2019-ben kezdte el az első példányok leszállítását a MÁV-Start részére, amelyek az év folyamán futópróbákon és hatósági engedélyezési eljáráson vettek részt. A sorozat forgalomba állítása 2020-ban kezdődött meg, a 40. KISS 2022 decemberében érkezett meg.

### Stadler CityLink
A MÁV-Start 12 darab hibrid dízel-villamos vasút-villamos járművet rendelt meg a Szeged–Hódmezővásárhely tram-train részére. A járművek 2021 január – 2022 szeptember között érkeztek, forgalomba állításuk 2021. november 29-én történt a Tram-Train megnyitásával.

### Siemens Vectron mozdonybeszerzés
2020 januárjában a MÁV-Start 115 db (90 db két- és 25 db háromáramnemű) villamosmozdony beszerzésére irányuló tenderkiírást jelentett be. A feltételes közbeszerzést a Siemens nyerte a Vectron sorozatú mozdonyokkal 2022 áprilisában. A MÁV-Start források hiánya miatt nem hívott le mozdonyt a keretből.

### IC+ személykocsik
Az első 20 darabos széria után 2019-ben 70 személykocsi legyártását kezdte meg a Szolnoki Járműjavító a MÁV-Start részére. Az első személykocsik 2020-ban álltak üzembe.